# Kathedrale von Odsun

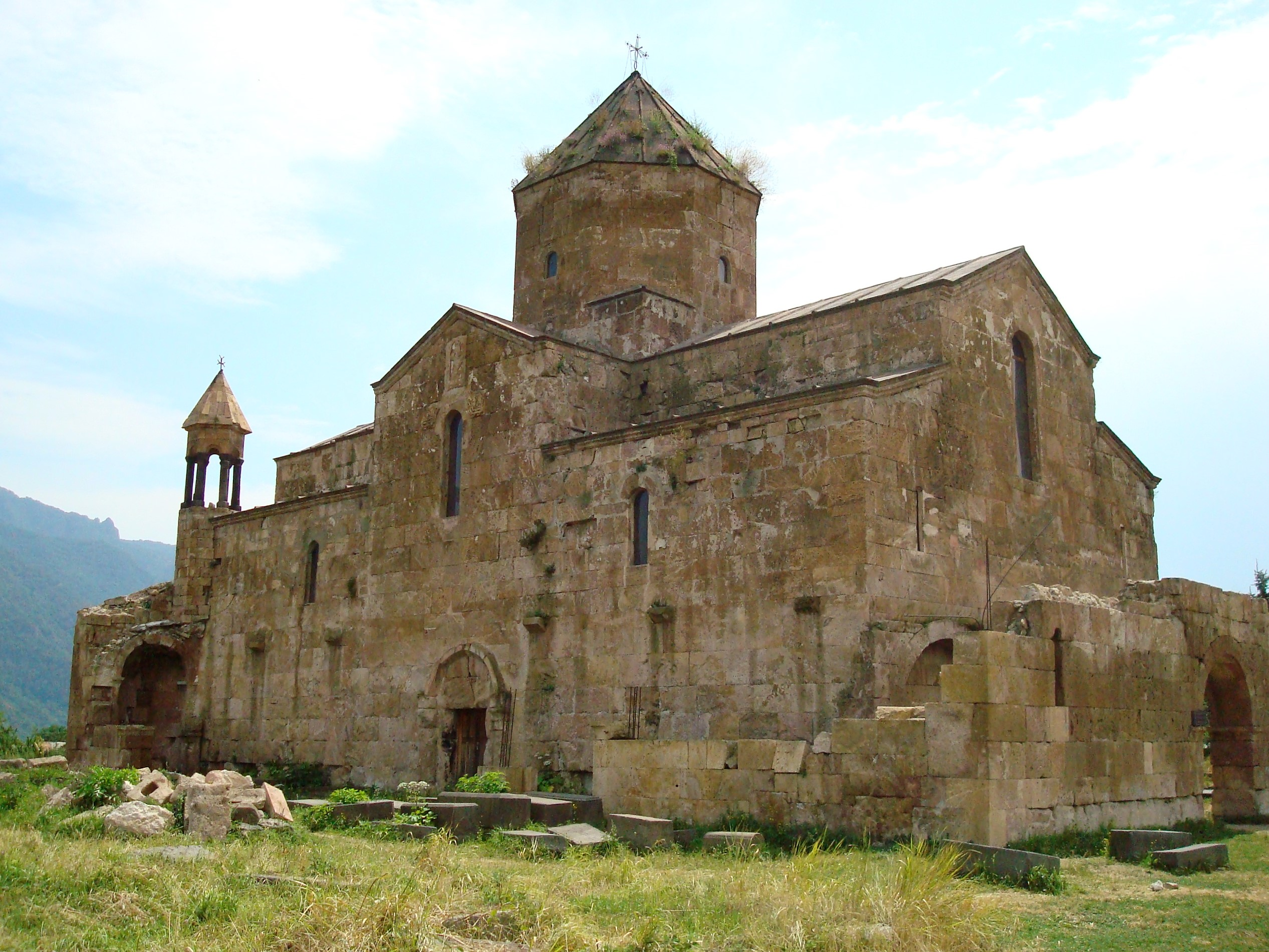
Kathedrale von Odsun

Die Kathedrale von Odsun ist eine armenisch-apostolische Kirche im Dorf Odsun in der Provinz Lori. Die Basilika wurde im 7. Jahrhundert erbaut und soll auf den Katholikos Johannes von Odzun zurückgehen, der von 717 bis 728 Oberhaupt der armenischen Kirche war. Archäologische Untersuchungen deuten darauf hin, dass die Kirche älter ist. Die zentrale, sechzehneckige Schirmkuppel wird von vier freistehenden Stützen getragen. An der Nord- und Südseite ist die Basilika von Arkaden umgeben, die an der Westseite in eine durchgehend gestaltete Mauer mit Portal übergehen.
Nördlich der Kathedrale steht auf einem siebenstufigen Sockel ein Grabmal in Form eines hufeisenförmigen Doppelbogens aus Tuff, in denen sich jeweils eine hellere Stele befindet. Die Bedeutung der Stelen ist nicht geklärt, sie werden auf das 5. bis 8. Jahrhundert datiert. Der einzige vergleichbare Grabbau in Armenien blieb in Aghitu in der Provinz Sjunik erhalten. Auf dem Gelände der Kathedrale sind zudem viele Grabsteine des Klerus zu finden.

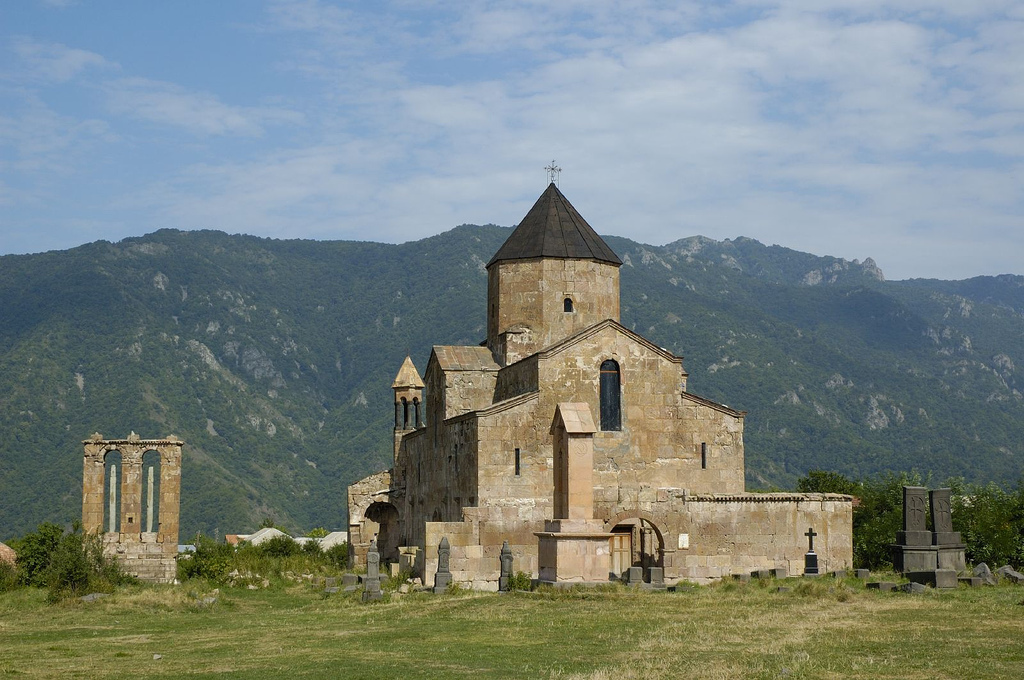
Blick von Westen auf Kathedrale und Grabmal
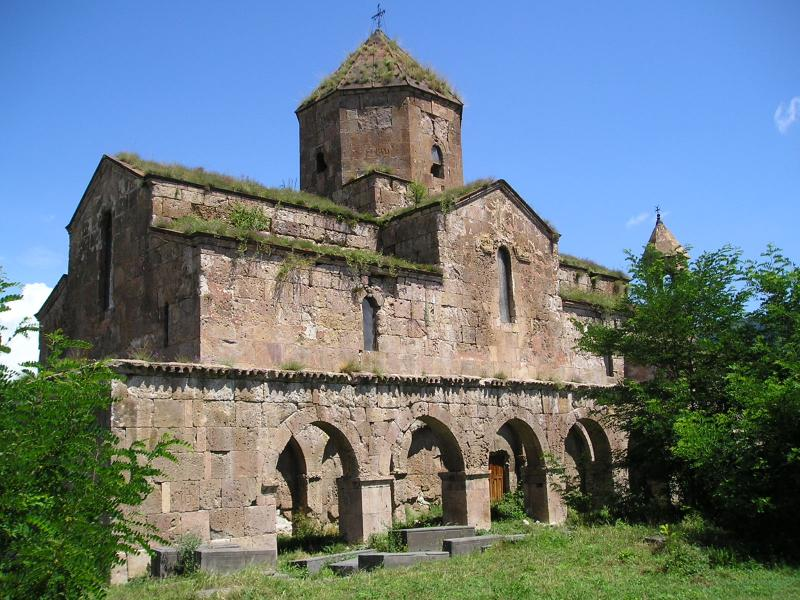
Blick von Süden auf die Kathedrale und vorgelagerte Arkaden
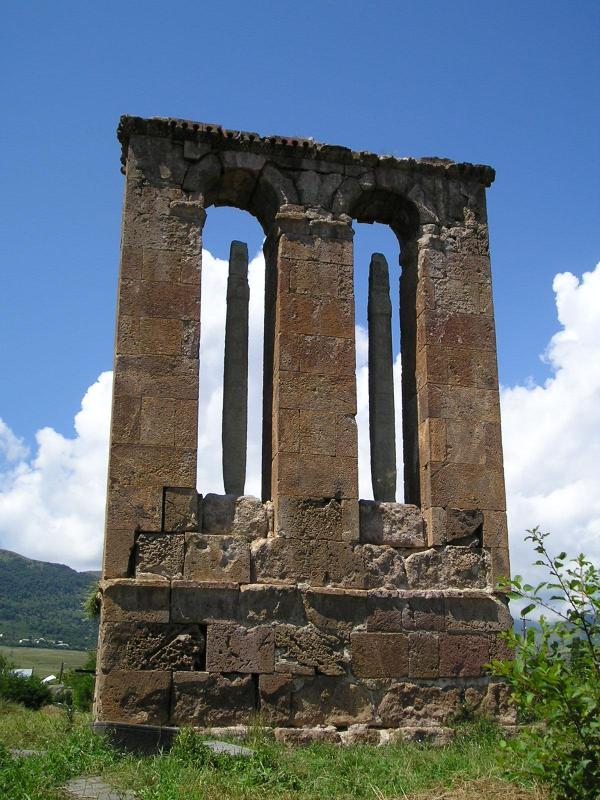
Grabmal nördlich der Kathedrale
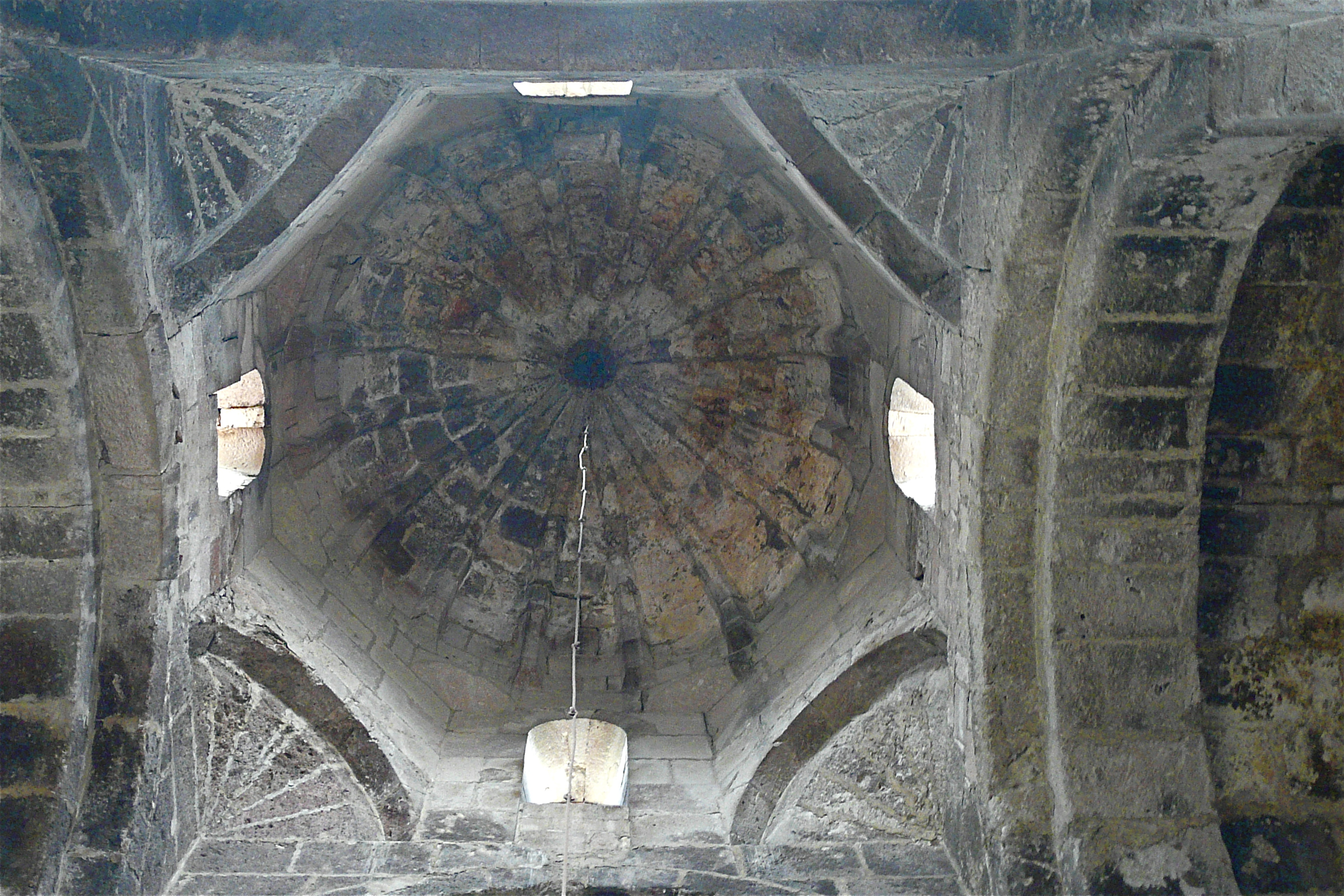
Blick in die Kuppel